# Cho Jung-tai
Cho Jung-tai (Taipéi, 22 de enero de 1959) es un político taiwanés, que se desempeña como primer ministro de la República de China desde mayo de 2024. 
Anteriormente, sirvió en el ayuntamiento de Taipéi de 1990 a 1998, cuando fue elegido por primera vez para el Yuan Legislativo. Cho siguió siendo legislador hasta 2004, cuando fue nombrado subsecretario general del presidente durante la administración de Chen Shui-bian. Durante la candidatura presidencial de Frank Hsieh en 2008, Cho asumió el cargo de Secretario General del Partido Progresista Democrático. Regresó al servicio público en 2017, como secretario general del Yuan Ejecutivo bajo el gobierno del primer ministro Lai Ching-te. En 2019, Cho sucedió a Tsai Ing-wen como líder del PPD. Siguió siendo líder del partido hasta mayo de 2020, cuando Tsai retomó el cargo.

## Primeros años
Cho nació en Taipéi, Taiwán. Obtuvo su licenciatura en derecho de la  Universidad Nacional Chung Hsing.